# Il mistero del lago (film 1998)
Il mistero del lago (The Lake) è un film del 1998 diretto da David Jackson con Yasmine Bleeth e Haley Joel Osment.

## Trama
Nel lago di San Vicente esiste una copia perfetta di ogni essere umano della cittadina: ma sarà un bene o un male?